# Little Willie
Little Willie var en prototype under udviklingen af den britiske Mark I kampvogn. Den blev konstrueret i efteråret 1915 på foranledning af Landships Committee, det var historiens første færdige kampvognsprototype. Little Willie er den ældste overlevende kampvogn, og er bevaret som et af de mest berømte elementer i samlingen på The Tank Museum, Bovington, England.

## Number 1 Lincoln Machine
Arbejdet på Little Willies forgænger blev begyndt i juli 1915 af Landships Committee for at imødekomme Storbritanniens behov under 1. Verdenskrig for en pansret kampvogn, som kunne krydse 1,5 m brede skyttegrave. Efter adskillige andre projekter med enkelt og tripel kæder var slået fejl fik William Ashbee Tritton, direktør for landbrugsmaskinfabrikanten William Foster & Company i Lincoln den 22. juli en kontrakt på udvikling af en "Tritton Machine" med to kæder. Det skulle anvende kædetrækket - forlængede kæder og affjedringsdele (syv vejhjul i stedet for fire) - som var købt som hele enheder fra Bullock Creeping Grip Tractor Company i Chicago.
Den 11. august begyndte den egentlige konstruktion. Den 16. august besluttede Tritton at tilføje en hale med hjul for at hjælpe styringen. Den 9. september foretog Number 1 Lincoln Machine, som protypen dengang hed, sin første prøvetur i gården på Wellington Foundry. Det stod snart klart, at kædeprofilen var så flad, at overflademodstanden under en svingning var for stor. For at løse dette, blev affjedringen ændret så den nederste profil var mere buet. Så dukkede det næste problem op: Når man krydsede en skyttegrav kom kæderne til at hænge ned, og ville herefter ikke passe sammen med hjulene og satte sig fast. Kæderne kunne heller ikke bære vægten af køretøjet (omkring 16 ton). Tritton og løjtnant Walter Gordon Wilson afprøvede adskillige andre typer kædeudformning, herunder balatá bælter og flade stålwirer. Den 22. september udtænkte Tritton et robust, men tilsyneladende primitivt system, som anvendte stålplader, som var nittet til støbte forbindelsesstykker og havde skinner til at gribe på indersiden af kæderammen. Kæderammen som helhed var forbundet til skroget med store spindler. Dette system var uden affjedring, da kæderne blev holdt fast på plads og kun kunne bevæge sig i en retning. Dette var et vellykket design og blev brugt på alle britiske kampvogne indtil Mark VIII, selv om det begrænsede farten.

## Beskrivelsen
Køretøjets 13 liters 105 hk Daimler-Knight motor, hvor benzintilførslen fra to tanke blev styret af tyngdekraften. Den var i bag, hvilket efterlod lige tilstrækkelig plads under tårnet. Prototypen var udstyret med et ikke-roterende dummy tårn med et maskingevær. En Vickers 2-punds 40 mm kanon skulle have været installeret, med op til seks Madsen maskingeværer som supplement. Hovedbevæbningen skulle have et stort magasin med plads til 800 granater. Stern foreslog Tritton at kanonen kunne laves, så den kunne glide fremad på hjul, hvilket gav et bedre skudfelt, men i enden blev tanken om et tårn opgivet og udkigssprækken for besætningen dækket til. Foran i køretøjet sad to mand på en smal bænk, en betjente rattet, den primære gearkasse og speederen, den anden styrede bremserne. Den samlede længde af den endelige udgave, med de forlængede kæder og bagerste styrehjul på plads var 8,08 m. Længden af køretøjet uden de bagerste styrehjul monteret var 5,87 m.
De fleste mekaniske komponenter inklusiv køleren var tilpasset fra dem til en Foster-Daimler tung artilleritraktor. Da mindst fire mand ville være nødvendige til at betjene våbnene skulle besætningen have været på mindst 6. Den højeste hastighed blev angivet af Tritton som højest 3 km/t. Køretøjet var ikke lavet af rigtig panserstål, kun blikplader. Det var tanken, at der skulle bruges 10 mm plader i en produktionsudgave.

## Little Willie og Big Willie
Wilson var utilfreds med det grundlæggende koncept bag Number 1 Lincoln Machine, og den 17. august foreslog han Tritton tanken om at bruge kæder, som løb hele vejen rundt om køretøjet. Med d'Eyncourts accept begyndte konstrukrionen af en forbedret prototype den 17. september. Til denne anden prototype (senere kendt som "HMLS [His Majesty's Land Ship] Centipede", og, senere endnu, "Mother"), blev der lavet en rombeformet kæderamme, med kæder op over toppen af køretøjet. Styrehjulet bag køretøjet blev beholdt i en forbedret form, men tanken om et tårn blev opgivet og hovedbevæbningen placeret i affutager på siderne.
Number 1 Lincoln Machine blev ombygget med forlængede (90 cm længere) kæder frem til 6. december 1915, men kun for at afprøve de nye kæder i Burton Park, nær Lincoln. Den anden prototype blev betragtet som langt mere lovende. Den første blev omdøbt til Little Willie, det ufine navn, som dengang ofte blev brugt af den britiske boulevardpresse om den tyske kronprins Wilhelm; Mother var i en periode kendt som Big Willie, efter hans far kejser Wilhelm 2. af Tyskland. Samme år havde karikaturtegneren William Kerridge Haselden lavet en populær komisk anti-tysk propagandafilm: The Adventures of Big and Little Willie. Selv om Little Willie blev fremvist sammen med Mother i januar 1916, var den på det tidspunkt perifer i forhold til udviklingen af britiske kampvogne.
Selv om den aldrig kom i kamp, var Little Willie et stort skridt fremad i militær teknologi, da den var den første prototype, som blev færdig. Under resten af 1. verdenskrig fortsatte nogle kampvognsbesætninger med uformelt at omtale deres køretøjer som "Willies" eller "buses". I 1922 valgte Royal Tank Regiment den folkelige sang My Boy Willie som sin regimentsmarch.

## I dag
Little Willie blev bevaret for eftertiden efter krigen, reddet fra at blive skrottet i 1940, og er i dag udstillet på The Tank Museum i Bovington. Den er grundlæggende et tomt skrog uden en motor, men stadig med noget udstyr monteret. De bagerste styrehjul er ikke monteret og der er skader på skrogets plader omkring udkigssprækken i højre side, formeltlig forårsaget ved et forsøg på at trække bugsere køretøjet ved at føre et tov gennem sprækken. Dette ville have flænset i kampvognens forholdsvis tynde stålplader..

## Eksterne kilder
- Little Willie (E1949.322) Arkiveret 3. februar 2014 hos  Wayback Machine Museum record for Little Willie]
- Little Willie Honoured with Heritage Engineering Award Arkiveret 19. december 2013 hos  Wayback Machine